# Ерназар (Актобенска област)
Вижте пояснителната страница за други значения на Ерназар.
Ерназар (на руски: Ерназар, на казахски: Ерназар) е село, разположено в Алгински район, Актобенска област, Казахстан. Населението му през 2009 година е 131 души.

## Население
През 1999 година населението на селото е 240 души (133 мъже и 107 жени). През 2009 година населението му е 131 души (74 мъже и 57 жени).